# Belarmino Correa Yepes
Belarmino Correa Yepes (ur. 14 lipca 1930 w Briceño, zm. 20 marca 2020 w Villavicencio) – kolumbijski duchowny rzymskokatolicki, w latach 1989–1999 wikariusz apostolski i 1999–2006 biskup diecezjalny San José del Guaviare.

## Życiorys
Święcenia kapłańskie przyjął 15 sierpnia 1957 roku. 30 października 1967 r. został mianowany prefektem Mitú, a 19 stycznia 1989 r. został prekonizowany wikariuszem apostolskim San José del Guaviare ze stolicą tytularną Horrea Coelia. Sakrę biskupią otrzymał 8 kwietnia 1989 roku. 29 października 1999 r. został podniesiony do rangi biskupa diecezjalnego. 17 stycznia 2006 r. przeszedł na emeryturę.